# Kanami Nishimura
Kanami Nishimura (japanisch 西村 佳奈美 Nishimura Kanami; * 24. Januar 1996 in Osaka als 辻 佳奈美 Tsuji Kananami, englisch Kanami Tsuji) ist eine japanische Tennisspielerin.

## Karriere
Nishimura spielt vorrangig auf dem ITF Women’s Circuit, wo sie bislang jeweils einen Titel im Einzel- und Doppel gewann. Ihre bislang beste Platzierung in der Einzelweltrangliste erreichte sie im Oktober 2015 mit Platz 538, im Doppel im November mit Platz 898.
Ihr erstes Profiturnier spielte Tsuji im November 2010 in Toyota. Seit September 2011 wird sie in der Weltrangliste geführt. Im September 2012 konnte sie in Antalya ihr erstes Turnier im Doppel, im September 2015 in Jakarta ihr erstes Einzelturnier gewinnen.
Nishimura bestritt 2019 noch fünf Turniere in China und Japan, schied aber jeweils bereits in der ersten Runde der Qualifikation aus und wird bereits seit Oktober 2016 nicht mehr in den Weltranglisten geführt.

## Turniersiege

### Einzel
| Nr. | Datum           | Turnier | Kategorie   | Belag     | Finalgegnerin  | Ergebnis |
| --- | --------------- | ------- | ----------- | --------- | -------------- | -------- |
| 1.  | 3. Oktober 2015 | Jakarta | ITF $10.000 | Hartplatz | Chayenne Ewijk | 6:3, 6:4 |

### Doppel
| Nr. | Datum              | Turnier | Kategorie   | Belag     | Partnerin      | Finalgegnerinnen           | Ergebnis |
| --- | ------------------ | ------- | ----------- | --------- | -------------- | -------------------------- | -------- |
| 1.  | 21. September 2012 | Antalya | ITF $10.000 | Hartplatz | Yurina Koshino | Ting-fei Juan Olena Kyrpot | 7:5, 6:2 |